# Svetovno prvenstvo v hokeju na ledu 1959
Svetovno prvenstvo v hokeju na ledu 1959 je bilo šestindvajseto Svetovno prvenstvo v hokeju na ledu. Potekalo je med 5. in 15. marcem 1959 v Bratislavi, Brnu, Ostravi, Kladnu, Mladém Boleslavu, Kolínu, Plzňu in Pragi, Češkoslovaška. Zlato medaljo je osvojila kanadska reprezentanca, srebrno sovjetska, bronasto pa češkoslovaška, v konkurenci petnajstih reprezentanc, po kakovosti razdeljenih v skupini A in B.

## Dobitniki medalj
| Zlato | Srebro | Bron |
| KanadaGordon Bell Marv Edwards Jean Lamirande Floyd Crawford Al Dewsburry Moe Benoit Ike Hildebrand Barton Bradley Barton Brown Lou Smrke John McLellan Peter Conacher Denis Boucher Gordon Berenson George Gosselin Jean Paul Payette Jones | Sovjetska zvezaNikolaj Pučkov Jevgenij Jerkin Nikolaj Sologubov Ivan Tregubov Genrih Sidorenkov Dimitrij Ukolov Nikolaj Snetkov Konstantin Loktev Venjamin Aleksandrov Jurij Pantjuhov Jurij Krilov Aleksej Gurišev Viktor Prjažnikov Igor Dekonski Jevgenij Grošev Viktor Jakušev Jurij Baulin | ČeškoslovaškaVladimír Nadrchal Jiří Kulíček Karel Gut František Tikal Rudolf Potsch Stanislav Bacílek Jan Kasper Ján Starší Karol Fako Miroslav Vlach Jaroslav Volf Jozef Golonka Jaroslav Jiřík Bohumil Prošek František Vaněk Josef Černý Miroslav Rys |

## Skupina A
Prvouvrščeni reprezentanci iz vsake od treh skupin so napredovale boj za 1. do 6. mesto.

#### Skupina A
| 5. marec 1959 | Češkoslovaška | 9:0 | Švica | Bratislava, Češkoslovaška |

| Poročilo tekme      | Poročilo tekme | Poročilo tekme | Poročilo tekme | Poročilo tekme |
| ------------------- | -------------- | -------------- | -------------- | -------------- |
| Začetek: ni podatka |                |                |                |                |

| 5. marec 1959 | Kanada | 9:0 | Poljska | Bratislava, Češkoslovaška |

| Poročilo tekme      | Poročilo tekme | Poročilo tekme | Poročilo tekme | Poročilo tekme |
| ------------------- | -------------- | -------------- | -------------- | -------------- |
| Začetek: ni podatka |                |                |                |                |

| 6. marec 1959 | Kanada | 23:0 | Švica | Bratislava, Češkoslovaška |

| Poročilo tekme      | Poročilo tekme | Poročilo tekme | Poročilo tekme | Poročilo tekme |
| ------------------- | -------------- | -------------- | -------------- | -------------- |
| Začetek: ni podatka |                |                |                |                |

| 6. marec 1959 | Češkoslovaška | 13:1 | Poljska | Bratislava, Češkoslovaška |

| Poročilo tekme      | Poročilo tekme | Poročilo tekme | Poročilo tekme | Poročilo tekme |
| ------------------- | -------------- | -------------- | -------------- | -------------- |
| Začetek: ni podatka |                |                |                |                |

| 7. marec 1959 | Švica | 8:3 | Poljska | Bratislava, Češkoslovaška |

| Poročilo tekme      | Poročilo tekme | Poročilo tekme | Poročilo tekme | Poročilo tekme |
| ------------------- | -------------- | -------------- | -------------- | -------------- |
| Začetek: ni podatka |                |                |                |                |

| 7. marec 1959 | Češkoslovaška | 2:7 | Kanada | Bratislava, Češkoslovaška |

| Poročilo tekme      | Poročilo tekme | Poročilo tekme | Poročilo tekme | Poročilo tekme |
| ------------------- | -------------- | -------------- | -------------- | -------------- |
| Začetek: ni podatka |                |                |                |                |

##### Lestvica
OT-odigrane tekme, z-zmage, n-neodločeni izidi, P-porazi, DG-doseženo goli, PG-prejeti goli, GR-gol razlika, T-točke.
| # | Reprezentanca | OT | Z | N | P | DG | PG | GR  | T |
| - | ------------- | -- | - | - | - | -- | -- | --- | - |
| 1 | Kanada        | 3  | 3 | 0 | 0 | 39 | 2  | +37 | 6 |
| 2 | Češkoslovaška | 3  | 2 | 0 | 1 | 24 | 8  | +16 | 4 |
| 3 | Švica         | 3  | 1 | 0 | 2 | 8  | 35 | -27 | 2 |
| 4 | Poljska       | 3  | 0 | 0 | 3 | 4  | 30 | -26 | 0 |

#### Skupina B
| 5. marec 1959 | Sovjetska zveza | 6:1 | Vzhodna Nemčija | Brno, Češkoslovaška |

| Poročilo tekme      | Poročilo tekme | Poročilo tekme | Poročilo tekme | Poročilo tekme |
| ------------------- | -------------- | -------------- | -------------- | -------------- |
| Začetek: ni podatka |                |                |                |                |

| 5. marec 1959 | ZDA | 10:3 | Norveška | Brno, Češkoslovaška |

| Poročilo tekme      | Poročilo tekme | Poročilo tekme | Poročilo tekme | Poročilo tekme |
| ------------------- | -------------- | -------------- | -------------- | -------------- |
| Začetek: ni podatka |                |                |                |                |

| 6. marec 1959 | ZDA | 9:2 | Vzhodna Nemčija | Brno, Češkoslovaška |

| Poročilo tekme      | Poročilo tekme | Poročilo tekme | Poročilo tekme | Poročilo tekme |
| ------------------- | -------------- | -------------- | -------------- | -------------- |
| Začetek: ni podatka |                |                |                |                |

| 6. marec 1959 | Sovjetska zveza | 13:1 | Norveška | Brno, Češkoslovaška |

| Poročilo tekme      | Poročilo tekme | Poročilo tekme | Poročilo tekme | Poročilo tekme |
| ------------------- | -------------- | -------------- | -------------- | -------------- |
| Začetek: ni podatka |                |                |                |                |

| 7. marec 1959 | Norveška | 6:3 | Vzhodna Nemčija | Brno, Češkoslovaška |

| Poročilo tekme      | Poročilo tekme | Poročilo tekme | Poročilo tekme | Poročilo tekme |
| ------------------- | -------------- | -------------- | -------------- | -------------- |
| Začetek: ni podatka |                |                |                |                |

| 7. marec 1959 | Sovjetska zveza | 5:3 | ZDA | Brno, Češkoslovaška |

| Poročilo tekme      | Poročilo tekme | Poročilo tekme | Poročilo tekme | Poročilo tekme |
| ------------------- | -------------- | -------------- | -------------- | -------------- |
| Začetek: ni podatka |                |                |                |                |

##### Lestvica
OT-odigrane tekme, z-zmage, n-neodločeni izidi, P-porazi, DG-doseženo goli, PG-prejeti goli, GR-gol razlika, T-točke.
| # | Reprezentanca   | OT | Z | N | P | DG | PG | GR  | T |
| - | --------------- | -- | - | - | - | -- | -- | --- | - |
| 1 | Sovjetska zveza | 3  | 3 | 0 | 0 | 24 | 5  | +19 | 6 |
| 2 | ZDA             | 3  | 2 | 0 | 1 | 22 | 10 | +12 | 4 |
| 3 | Norveška        | 3  | 1 | 0 | 2 | 10 | 26 | -16 | 2 |
| 4 | Vzhodna Nemčija | 3  | 0 | 0 | 3 | 6  | 21 | -15 | 0 |

#### Skupina C
| 5. marec 1959 | Švedska | 11:0 | Italija | Ostrava, Češkoslovaška |

| Poročilo tekme      | Poročilo tekme | Poročilo tekme | Poročilo tekme | Poročilo tekme |
| ------------------- | -------------- | -------------- | -------------- | -------------- |
| Začetek: ni podatka |                |                |                |                |

| 5. marec 1959 | Finska | 5:3 | Zahodna Nemčija | Ostrava, Češkoslovaška |

| Poročilo tekme      | Poročilo tekme | Poročilo tekme | Poročilo tekme | Poročilo tekme |
| ------------------- | -------------- | -------------- | -------------- | -------------- |
| Začetek: ni podatka |                |                |                |                |

| 6. marec 1959 | Zahodna Nemčija | 7:2 | Italija | Ostrava, Češkoslovaška |

| Poročilo tekme      | Poročilo tekme | Poročilo tekme | Poročilo tekme | Poročilo tekme |
| ------------------- | -------------- | -------------- | -------------- | -------------- |
| Začetek: ni podatka |                |                |                |                |

| 6. marec 1959 | Švedska | 4:4 | Finska | Ostrava, Češkoslovaška |

| Poročilo tekme      | Poročilo tekme | Poročilo tekme | Poročilo tekme | Poročilo tekme |
| ------------------- | -------------- | -------------- | -------------- | -------------- |
| Začetek: ni podatka |                |                |                |                |

| 7. marec 1959 | Finska | 4:5 | Italija | Ostrava, Češkoslovaška |

| Poročilo tekme      | Poročilo tekme | Poročilo tekme | Poročilo tekme | Poročilo tekme |
| ------------------- | -------------- | -------------- | -------------- | -------------- |
| Začetek: ni podatka |                |                |                |                |

| 7. marec 1959 | Švedska | 6:1 | Zahodna Nemčija | Ostrava, Češkoslovaška |

| Poročilo tekme      | Poročilo tekme | Poročilo tekme | Poročilo tekme | Poročilo tekme |
| ------------------- | -------------- | -------------- | -------------- | -------------- |
| Začetek: ni podatka |                |                |                |                |

##### Lestvica
OT-odigrane tekme, z-zmage, n-neodločeni izidi, P-porazi, DG-doseženo goli, PG-prejeti goli, GR-gol razlika, T-točke.
| # | Reprezentanca   | OT | Z | N | P | DG | PG | GR  | T |
| - | --------------- | -- | - | - | - | -- | -- | --- | - |
| 1 | Švedska         | 3  | 2 | 1 | 0 | 21 | 5  | +16 | 5 |
| 2 | Finska          | 3  | 1 | 1 | 1 | 13 | 12 | +1  | 3 |
| 3 | Zahodna Nemčija | 3  | 1 | 0 | 2 | 11 | 13 | -2  | 2 |
| 4 | Italija         | 3  | 1 | 0 | 2 | 7  | 22 | -15 | 2 |

### Skupina za obstanek
| 9. marec 1959 | Vzhodna Nemčija | 5:1 | Poljska | Kladno, Češkoslovaška |

| Poročilo tekme      | Poročilo tekme | Poročilo tekme | Poročilo tekme | Poročilo tekme |
| ------------------- | -------------- | -------------- | -------------- | -------------- |
| Začetek: ni podatka |                |                |                |                |

| 9. marec 1959 | Norveška | 4:4 | Švica | Mladá Boleslav, Češkoslovaška |

| Poročilo tekme      | Poročilo tekme | Poročilo tekme | Poročilo tekme | Poročilo tekme |
| ------------------- | -------------- | -------------- | -------------- | -------------- |
| Začetek: ni podatka |                |                |                |                |

| 9. marec 1959 | Zahodna Nemčija | 2:2 | Italija | Kolín, Češkoslovaška |

| Poročilo tekme      | Poročilo tekme | Poročilo tekme | Poročilo tekme | Poročilo tekme |
| ------------------- | -------------- | -------------- | -------------- | -------------- |
| Začetek: ni podatka |                |                |                |                |

| 10. marec 1959 | Norveška | 4:3 | Italija | Kladno, Češkoslovaška |

| Poročilo tekme      | Poročilo tekme | Poročilo tekme | Poročilo tekme | Poročilo tekme |
| ------------------- | -------------- | -------------- | -------------- | -------------- |
| Začetek: ni podatka |                |                |                |                |

| 10. marec 1959 | Zahodna Nemčija | 5:3 | Poljska | Mladá Boleslav, Češkoslovaška |

| Poročilo tekme      | Poročilo tekme | Poročilo tekme | Poročilo tekme | Poročilo tekme |
| ------------------- | -------------- | -------------- | -------------- | -------------- |
| Začetek: ni podatka |                |                |                |                |

| 10. marec 1959 | Vzhodna Nemčija | 6:2 | Švica | Kolín, Češkoslovaška |

| Poročilo tekme      | Poročilo tekme | Poročilo tekme | Poročilo tekme | Poročilo tekme |
| ------------------- | -------------- | -------------- | -------------- | -------------- |
| Začetek: ni podatka |                |                |                |                |

| 11. marec 1959 | Zahodna Nemčija | 8:0 | Vzhodna Nemčija | Kladno, Češkoslovaška |

| Poročilo tekme      | Poročilo tekme | Poročilo tekme | Poročilo tekme | Poročilo tekme |
| ------------------- | -------------- | -------------- | -------------- | -------------- |
| Začetek: ni podatka |                |                |                |                |

| 11. marec 1959 | Italija | 4:1 | Švica | Mladá Boleslav, Češkoslovaška |

| Poročilo tekme      | Poročilo tekme | Poročilo tekme | Poročilo tekme | Poročilo tekme |
| ------------------- | -------------- | -------------- | -------------- | -------------- |
| Začetek: ni podatka |                |                |                |                |

| 11. marec 1959 | Norveška | 4:3 | Poljska | Kolín, Češkoslovaška |

| Poročilo tekme      | Poročilo tekme | Poročilo tekme | Poročilo tekme | Poročilo tekme |
| ------------------- | -------------- | -------------- | -------------- | -------------- |
| Začetek: ni podatka |                |                |                |                |

| 13. marec 1959 | Vzhodna Nemčija | 8:6 | Italija | Kladno, Češkoslovaška |

| Poročilo tekme      | Poročilo tekme | Poročilo tekme | Poročilo tekme | Poročilo tekme |
| ------------------- | -------------- | -------------- | -------------- | -------------- |
| Začetek: ni podatka |                |                |                |                |

| 13. marec 1959 | Zahodna Nemčija | 9:4 | Norveška | Mladá Boleslav, Češkoslovaška |

| Poročilo tekme      | Poročilo tekme | Poročilo tekme | Poročilo tekme | Poročilo tekme |
| ------------------- | -------------- | -------------- | -------------- | -------------- |
| Začetek: ni podatka |                |                |                |                |

| 13. marec 1959 | Poljska | 2:1 | Švedska | Kolín, Češkoslovaška |

| Poročilo tekme      | Poročilo tekme | Poročilo tekme | Poročilo tekme | Poročilo tekme |
| ------------------- | -------------- | -------------- | -------------- | -------------- |
| Začetek: ni podatka |                |                |                |                |

| 14. marec 1959 | Zahodna Nemčija | 6:0 | Švica | Kladno, Češkoslovaška |

| Poročilo tekme      | Poročilo tekme | Poročilo tekme | Poročilo tekme | Poročilo tekme |
| ------------------- | -------------- | -------------- | -------------- | -------------- |
| Začetek: ni podatka |                |                |                |                |

| 14. marec 1959 | Italija | 5:2 | Poljska | Mladá Boleslav, Češkoslovaška |

| Poročilo tekme      | Poročilo tekme | Poročilo tekme | Poročilo tekme | Poročilo tekme |
| ------------------- | -------------- | -------------- | -------------- | -------------- |
| Začetek: ni podatka |                |                |                |                |

| 14. marec 1959 | Norveška | 4:1 | Vzhodna Nemčija | Kolín, Češkoslovaška |

| Poročilo tekme      | Poročilo tekme | Poročilo tekme | Poročilo tekme | Poročilo tekme |
| ------------------- | -------------- | -------------- | -------------- | -------------- |
| Začetek: ni podatka |                |                |                |                |

#### Lestvica
OT-odigrane tekme, z-zmage, n-neodločeni izidi, P-porazi, DG-doseženo goli, PG-prejeti goli, GR-gol razlika, T-točke.
| #  | Reprezentanca   | OT | Z | N | P | DG | PG | GR  | T |
| -- | --------------- | -- | - | - | - | -- | -- | --- | - |
| 7  | Zahodna Nemčija | 5  | 4 | 1 | 0 | 30 | 9  | +21 | 9 |
| 8  | Norveška        | 5  | 3 | 1 | 1 | 20 | 20 | 0   | 7 |
| 9  | Vzhodna Nemčija | 5  | 3 | 0 | 2 | 20 | 21 | -1  | 6 |
| 10 | Italija         | 5  | 2 | 1 | 2 | 20 | 17 | +3  | 5 |
| 11 | Poljska         | 5  | 1 | 0 | 4 | 11 | 20 | -9  | 2 |
| 12 | Švica           | 5  | 0 | 1 | 4 | 8  | 22 | -14 | 1 |

### Skupina za prvaka
| 9. marec 1959 | Kanada | 6:0 | Finska | Praga, Češkoslovaška |

| Poročilo tekme      | Poročilo tekme | Poročilo tekme | Poročilo tekme | Poročilo tekme |
| ------------------- | -------------- | -------------- | -------------- | -------------- |
| Začetek: ni podatka |                |                |                |                |

| 9. marec 1959 | Sovjetska zveza | 5:1 | ZDA | Praga, Češkoslovaška |

| Poročilo tekme      | Poročilo tekme | Poročilo tekme | Poročilo tekme | Poročilo tekme |
| ------------------- | -------------- | -------------- | -------------- | -------------- |
| Začetek: ni podatka |                |                |                |                |

| 9. marec 1959 | Češkoslovaška | 4:1 | Švedska | Praga, Češkoslovaška |

| Poročilo tekme      | Poročilo tekme | Poročilo tekme | Poročilo tekme | Poročilo tekme |
| ------------------- | -------------- | -------------- | -------------- | -------------- |
| Začetek: ni podatka |                |                |                |                |

| 10. marec 1959 | Češkoslovaška | 8:2 | Finska | Praga, Češkoslovaška |

| Poročilo tekme      | Poročilo tekme | Poročilo tekme | Poročilo tekme | Poročilo tekme |
| ------------------- | -------------- | -------------- | -------------- | -------------- |
| Začetek: ni podatka |                |                |                |                |

| 10. marec 1959 | ZDA | 7:1 | Švedska | Praga, Češkoslovaška |

| Poročilo tekme      | Poročilo tekme | Poročilo tekme | Poročilo tekme | Poročilo tekme |
| ------------------- | -------------- | -------------- | -------------- | -------------- |
| Začetek: ni podatka |                |                |                |                |

| 11. marec 1959 | ZDA | 10:3 | Finska | Praga, Češkoslovaška |

| Poročilo tekme      | Poročilo tekme | Poročilo tekme | Poročilo tekme | Poročilo tekme |
| ------------------- | -------------- | -------------- | -------------- | -------------- |
| Začetek: ni podatka |                |                |                |                |

| 11. marec 1959 | Kanada | 3:1 | Sovjetska zveza | Praga, Češkoslovaška |

| Poročilo tekme      | Poročilo tekme | Poročilo tekme | Poročilo tekme | Poročilo tekme |
| ------------------- | -------------- | -------------- | -------------- | -------------- |
| Začetek: ni podatka |                |                |                |                |

| 12. marec 1959 | Kanada | 5:0 | Švedska | Praga, Češkoslovaška |

| Poročilo tekme      | Poročilo tekme | Poročilo tekme | Poročilo tekme | Poročilo tekme |
| ------------------- | -------------- | -------------- | -------------- | -------------- |
| Začetek: ni podatka |                |                |                |                |

| 12. marec 1959 | Češkoslovaška | 3:4 | Sovjetska zveza | Praga, Češkoslovaška |

| Poročilo tekme      | Poročilo tekme | Poročilo tekme | Poročilo tekme | Poročilo tekme |
| ------------------- | -------------- | -------------- | -------------- | -------------- |
| Začetek: ni podatka |                |                |                |                |

| 13. marec 1959 | Švedska | 2:1 | Finska | Praga, Češkoslovaška |

| Poročilo tekme      | Poročilo tekme | Poročilo tekme | Poročilo tekme | Poročilo tekme |
| ------------------- | -------------- | -------------- | -------------- | -------------- |
| Začetek: ni podatka |                |                |                |                |

| 13. marec 1959 | Češkoslovaška | 2:4 | ZDA | Praga, Češkoslovaška |

| Poročilo tekme      | Poročilo tekme | Poročilo tekme | Poročilo tekme | Poročilo tekme |
| ------------------- | -------------- | -------------- | -------------- | -------------- |
| Začetek: ni podatka |                |                |                |                |

| 14. marec 1959 | Kanada | 4:1 | ZDA | Praga, Češkoslovaška |

| Poročilo tekme      | Poročilo tekme | Poročilo tekme | Poročilo tekme | Poročilo tekme |
| ------------------- | -------------- | -------------- | -------------- | -------------- |
| Začetek: ni podatka |                |                |                |                |

| 14. marec 1959 | Sovjetska zveza | 6:1 | Finska | Praga, Češkoslovaška |

| Poročilo tekme      | Poročilo tekme | Poročilo tekme | Poročilo tekme | Poročilo tekme |
| ------------------- | -------------- | -------------- | -------------- | -------------- |
| Začetek: ni podatka |                |                |                |                |

| 15. marec 1959 | Sovjetska zveza | 4:2 | Švedska | Praga, Češkoslovaška |

| Poročilo tekme      | Poročilo tekme | Poročilo tekme | Poročilo tekme | Poročilo tekme |
| ------------------- | -------------- | -------------- | -------------- | -------------- |
| Začetek: ni podatka |                |                |                |                |

| 15. marec 1959 | Češkoslovaška | 5:3 | Kanada | Praga, Češkoslovaška |

| Poročilo tekme      | Poročilo tekme | Poročilo tekme | Poročilo tekme | Poročilo tekme |
| ------------------- | -------------- | -------------- | -------------- | -------------- |
| Začetek: ni podatka |                |                |                |                |

#### Lestvica
OT-odigrane tekme, z-zmage, n-neodločeni izidi, P-porazi, DG-doseženo goli, PG-prejeti goli, GR-gol razlika, T-točke.
| # | Reprezentanca   | OT | Z | N | P | DG | PG | GR  | T |
| - | --------------- | -- | - | - | - | -- | -- | --- | - |
| 1 | Kanada          | 5  | 4 | 0 | 1 | 21 | 7  | +14 | 8 |
| 2 | Sovjetska zveza | 5  | 4 | 0 | 1 | 20 | 10 | +10 | 8 |
| 3 | Češkoslovaška   | 5  | 3 | 0 | 2 | 22 | 14 | +8  | 6 |
| 4 | ZDA             | 5  | 3 | 0 | 2 | 23 | 15 | +8  | 6 |
| 5 | Švedska         | 5  | 1 | 0 | 4 | 6  | 21 | -15 | 2 |
| 6 | Finska          | 5  | 0 | 0 | 5 | 7  | 32 | -25 | 0 |

## Skupina B
Češkoslovaška B reprezentanca je bila izven konkurence.
| 5. marec 1959 | Češkoslovaška B | 3:0 | Romunija | Plzeň, Češkoslovaška |

| Poročilo tekme      | Poročilo tekme | Poročilo tekme | Poročilo tekme | Poročilo tekme |
| ------------------- | -------------- | -------------- | -------------- | -------------- |
| Začetek: ni podatka |                |                |                |                |

| 6. marec 1959 | Madžarska | 3:2 | Avstrija | Plzeň, Češkoslovaška |

| Poročilo tekme      | Poročilo tekme | Poročilo tekme | Poročilo tekme | Poročilo tekme |
| ------------------- | -------------- | -------------- | -------------- | -------------- |
| Začetek: ni podatka |                |                |                |                |

| 7. marec 1959 | Češkoslovaška B | 17:2 | Madžarska | Plzeň, Češkoslovaška |

| Poročilo tekme      | Poročilo tekme | Poročilo tekme | Poročilo tekme | Poročilo tekme |
| ------------------- | -------------- | -------------- | -------------- | -------------- |
| Začetek: ni podatka |                |                |                |                |

| 8. marec 1959 | Romunija | 5:2 | Avstrija | Plzeň, Češkoslovaška |

| Poročilo tekme      | Poročilo tekme | Poročilo tekme | Poročilo tekme | Poročilo tekme |
| ------------------- | -------------- | -------------- | -------------- | -------------- |
| Začetek: ni podatka |                |                |                |                |

| 9. marec 1959 | Češkoslovaška B | 7:1 | Avstrija | Plzeň, Češkoslovaška |

| Poročilo tekme      | Poročilo tekme | Poročilo tekme | Poročilo tekme | Poročilo tekme |
| ------------------- | -------------- | -------------- | -------------- | -------------- |
| Začetek: ni podatka |                |                |                |                |

| 10. marec 1959 | Romunija | 7:2 | Madžarska | Plzeň, Češkoslovaška |

| Poročilo tekme      | Poročilo tekme | Poročilo tekme | Poročilo tekme | Poročilo tekme |
| ------------------- | -------------- | -------------- | -------------- | -------------- |
| Začetek: ni podatka |                |                |                |                |

### Lestvica
OT-odigrane tekme, z-zmage, n-neodločeni izidi, P-porazi, DG-doseženo goli, PG-prejeti goli, GR-gol razlika, T-točke.
| #  | Reprezentanca   | OT | Z | N | P | DG | PG | GR  | T |
| -- | --------------- | -- | - | - | - | -- | -- | --- | - |
|    | Češkoslovaška B | 3  | 3 | 0 | 0 | 27 | 3  | +24 | 6 |
| 13 | Romunija        | 3  | 2 | 0 | 1 | 12 | 7  | +5  | 4 |
| 14 | Madžarska       | 3  | 1 | 0 | 2 | 7  | 26 | -19 | 2 |
| 15 | Avstrija        | 3  | 0 | 0 | 3 | 5  | 15 | -10 | 0 |

## Končni vrstni red
1. Kanada
2. Sovjetska zveza
3. Češkoslovaška
4. ZDA
5. Švedska
6. Finska
7. Zahodna Nemčija
8. Norveška
9. Vzhodna Nemčija
10. Italija
11. Poljska
12. Švica
13. Romunija
14. Madžarska
15. Avstrija